# أوليا جلبي

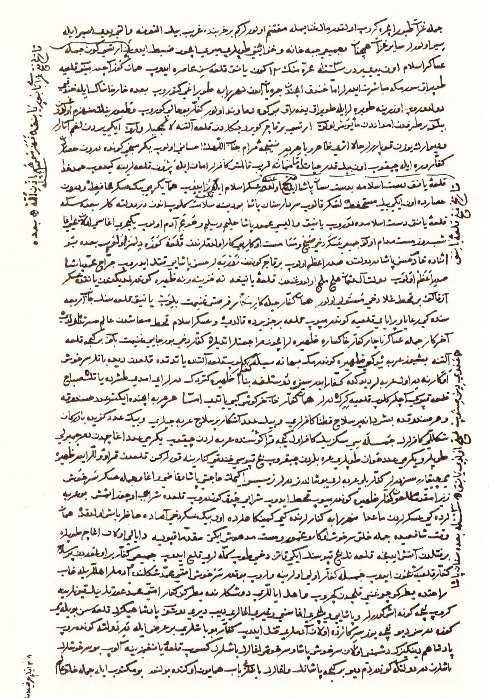
صفحة من أحد كتبه

أوليا جلبي بن درويش محمد أغا ظلي المعروف بلقبه أوليا چلبي (هجاء بديل: أوليا شلبي) (ولد في 10 محرم 1020 هـ، الموافق 25 مارس 1611م، في إسطنبول، وتوفي في عام 1095 هـ / 1684م.) هو رحّالة ومستكشفٌ عثماني سافر عبر أراضي الإمبراطورية العثمانية والأراضي المجاورة على مدار أربعين عامًا ابتدأها عام 1040 هـ - 1630م من إسطنبول، حيث دوّن مشاهداته في رحلاته في كتاب مكون من عشرة أجزاء. صدر هذا الكتاب أولًا في عام 1848م بالتركية العثمانية ويترجم عادة عنوانه إلى العربية بـ: رحلة أوليا جلبي. وقد قام برحلاته مستقلاً أحيانا، أو في مهمات رسمية أحيانا أخرى. أما اسم جلبي (ويُنطق: تشلبي) فهو لقب شرف باللغة التركية العثمانية يعني رجل نبيل (كان يستخدم في تركيا قبل عام 1934). عده الاتحاد الأوروبي ضمن عشرين شخصية خدمت الثقافة الإنسانية.

## حياته الشخصية
بحسب رواياته الشخصية في كتابه، وهو ليس موضع ثقة دائما، فإن اسمه الشخصي غير معروف؛ إذ أن «أوليا» هو اسمه المستعار الذي كان قد اتخذه تبجيلا لاسم مرشده، أو إمامه في البلاط، أوليا محمد أفندي. وكان والده رئيس صاغة البلاط (السراي الأميري)، هو درويش محمد ظلي، الذي توفي في جمادى الآخرة 1058 هجرية/حزيران - تموز 1648م، وطبقا لتأكيد أوليا انه (أي والده) بلغ من العمر 117 سنة؛ ويقال انه شارك حملات السلطان سليمان القانوني الأخيرة وانه خدم واشتغل بأعمال الحرف اليدوية للسلاطين الذين جاؤوا بعده أيضا. يبدو إن والد أوليا كان رجلا ذا موهبة شعرية، لأنه استنادا إلى رواية أوليا، سمح له بالانضمام إلى خدمة البلاط.
أما الرواية المتعلقة بشجرة العائلة التي يزعم أوليا ان والده متحدر منها، فهي رواية متضاربة وغير مرجحة. والمحتمل إن أجداده لأبيه جاؤوا من كوتاهية؛ ويبدو أن العائلة انتقلت إلى إسطنبول بعد فتح القسطنطينية في سنة 857 هجرية/ 1453م، لكنها احتفظت بمنزلها في كوتاهية وإنها (أي الأسرة) كانت تمتلك منزلا آخر في بورصة، في حي إني بيك (بالتركية: Ine Bey)، وبإقطاعية من الأرض في منطقة صنديقلي (بالتركية: Sandikli) بمدينة مانيسا، وبأربعة متاجر في حي اونكابان (بالتركية: Unkapan) بإسطنبول، فضلا عن منزلين هناك، ومزرعة في قاضي كوي (بالتركية: Kadikoy) بالقرب من إسطنبول. وهذه الخلفية تعطينا فكرة ما عن ظروف أوليا الاقتصادية، التي جعلت، فضلا عن إصراره لجعل نفسه مهما لدى أصحاب الشأن هناك، متابعته لأسفاره أمرا ممكنا.
أما والدة أوليا فقد كانت من القوقاز؛ وكانت قد جاءت إلى السراي في عصر السلطان أحمد الأول (1012-1026/1603-1617م)، وهناك تزوجت بجواهري البلاط، والد أوليا. يقول أوليا ان والدته كانت ذات قرابة ب (مَلَك أحمد باشا)، التي كانت هي نفسها من أصل قوقازي. على أية حال، فأن روايات أوليا عن درجة هذه العلاقة متناقضة، سواء أكانت والدتا أوليا وملك أحمد باشا شقيقتين، ام ان والدة أوليا كانت ابنة خالة مَلَك أحمد باشا. وقد تحدث أوليا أيضا عن قرابة أمه بالدفتردار زادة محمد باشا وب أبشير مصطفى باشا. يقول أوليا أيضا ان ليس لديه أخ أو أخت.

## تعليمه
بعد أن أنهى تعليمه الابتدائي، ظل أوليا لسبع سنين تلميذا في مدرسة شيخ الإسلام حامد أفندي بإسطنبول، وارتاد مدرسة القرآن لمدة إحدى عشرة سنة، حيث تدرب قارئاً للقرآن؛ كما تعلم العديد من المهارات اليدوية من والده أيضاً. وفي ليلة القدر عام 1045هـ/ 1636م، تميز أوليا بالتلاوة الحسنة للقرآن على وجه التحديد، وتصادف أن قُدم إلى السلطان مراد الرابع فسمح له بدخول القصر. وهناك، تلقى المزيد من التدريب المكثف على الخط اليدوي والموسيقى وقواعد اللغة العربية وتجويد القرآن. وغالباً ما كان يُستدعى لمجلس السلطان لحسن تصرفه وآرائه الحصيفة ومهارته بصفته راوياً. وقبل مدة قصيرة من حملة السلطان مراد على بغداد عام 1048/هـ1638م، عُين أوليا سباهيا (فارس مدرّع) للباب العالي.

## كتاب رحلة أوليا جلبي
في كتابه المكون من عشر مجلدات، جاب أوليا أصقاعا عدة. ففي المجلد الأول يتحدث عن سعة مدينة إسطنبول وضواحيها؛ وفي المجلد الثاني يتحدث عن بورصة، وازمد (Izmid)، وباطوم، وطرابزون، وابخازيا، وكريت، وارضروم، وأذربيجان، وجورجيا، الخ؛ وفي المجلد الثالث يتحدث عن دمشق، وسوريا، وفلسطين، واورميا، وسيواس، وكردستان، وأرمينيا، والروميللي (بلغاريا ودوبروجة)، الخ؛ وفي المجلد الرابع يتحدث عن وان، وتبريز، وبغداد، والبصرة، الخ؛ وفي المجلد الخامس يتحدث عن وان، والبصرة، واوزاكوف (Oczakov)، وهنغاريا، وروسيا، والأناضول، وبورصة، وجزر الدردنيل، وادرنة، ومولدوفا، وترانسلفانيا، والبوسنة، ودلماشيا، وصوفيا؛ وفي المجلد السادس يتحدث عن ترانسلفانيا، وألبانيا، وهنغاريا، واوجفار (Ujvar)، وبلغراد، والمجر، وراغوسا (دوبروفنيك)، والجبل الأسود، وكانيزسا، وكرواتيا؛ وفي المجلد السابع يتحدث عن: هنغاريا، وبودا، وايرلاو، وتيميسفار (بنات Banat، وروم Rum، وتيميشورا)، وترانسيلفانيا، وولاكيا، ومولدوفا، والقرم، وقازاق، وروسيا الجنوبية، والقوقاز، وداغستان، وازاق؛ أما في المجلد الثامن فيتحدث عن ازاق، وبغصة سراي، وإسطنبول، وكريت، ومقدونيا، وأثينا، وجزر الدوديكانيز، والبليوبونيز، وإسطنبول؛ وفي المجلد التاسع (الحج إلى مكة) يتحدث عن جنوب غربي الأناضول، وسميرنا، وافيسوس، ورودس، وجنوبي الأناضول، وسوريا، وحلب، ودمشق، والمدينة، ومكة، والسويس؛ وفي المجلد العاشر والأخير يتحدث عن مصر (مع ذيل تاريخي)، والقاهرة، ومصر العليا، والسودان، والحبشة.
يبدو أن أوليا بقي مدة ثمان أو تسع سنوات في مصر، حيث أكمل هناك، ربما، الجزء الأخير، العاشر، من كتابه. ان آخر تاريخ يذكره هو الأول من جمادى الأولى 1087/ 12 تموز 1676م، على الرغم من انه يعرف أحداثا وقعت في 1093/ 1682م، وما بعد ذلك. ويبدو أنه قضى السنة الأخيرة من حياته في إسطنبول يحرر كتابه، الذي من المحتمل انه كُتب تدريجيا وفي أوقات مختلفة وتطلب تنقيحا نهائيا، وهو ما لم يقم به أوليا على نحو كامل، كما تُظهر المخطوطات.
كان أوليا جلبي كاتبا خياليا ذا ولع واضح بكل ما هو مدهش غريب. وهو يفضل الأسطورة على الحقيقة التاريخية المجردة، فينغمس في المبالغات بحرية، وأحيانا لا يتحاشى التفاخر أو النوادر المخصصة للتأثير الهزلي. لذا فأن كتابه يبدو في المقام الأول مؤلفا أدبيا بسيطا من مؤلفات القرن السابع عشر، الذي أرضى حاجة المفكرين الأتراك في عصره للتسلية والتعليم، والذي، بفضل استخدام الأسلوب القصصي التركي التقليدي أحيانا والتركية العامية السائدة في القرن السابع عشر، مع استعارات عرضية للجمل والالتفاف على التعابير من الطراز المنمق، كان واضحا ومفهوما لأوساط أوسع؛ وهذا الهدف الواضح يفسر لنا افتقار أوليا للاهتمام بالحقيقة التاريخية. فهو يصف أحيانا رحلات لم يستطع هو القيام بها. وان طموحه الأدبي غالبا ما كان يدفعه إلى تسجيل أشياء وحوادث يدعي انه كان قد رآها وجربها بنفسه، في حين ان الفحص الدقيق يكشف انه لم يعرف عنها إلا سماعا، أو انه مدين للمصادر الأدبية التي لم يذكرها.
على الرغم من هذه التحفظات، إلا ان كتاب رحلة أوليا جلبي يقدم ثروة معرفية بشأن التاريخ الثقافي، والفولكلور، والجغرافيا، التي ستكون ذات قيمة عندما يتم إخضاعها للأساس الفيلولوجي ويطبق النقد الضروري على مضمونا. إن سحر هذا العمل لا يكمن في حقيقة انه يعكس المدخل الذهني لدى المفكرين الأتراك العثمانيين في مواقفهم تجاه الغرب غير المسيحي فقط، وإنما ويلقي بعض الضوء على التنظيم الإداري والداخلي للإمبراطورية العثمانية في ذلك العصر أيضا.
وقد أعلن جاويد بيسون (Cavid Baysun)، الذي ندين لدراسته الشاملة في توريخ حياة أوليا وأعماله، ان واحدة من الحاجات الملحة هي إعداد طبعة نقدية جديدة لرحلة أوليا جلبي، وان ذلك فقط من شانه ان يجعل من الممكن إجراء استخدام فاعل للمعلومات التي يتضمنها. وقد تم تبني اقتراحات بيسون إلى حد ما في الأبحاث المفصلة المثيرة للإعجاب التي قامت بها مشكورة ايرين، على المجلد الأول من رحلة أوليا جلبي. فعلى أساس ما عثرت عليه في المخطوطات، توضح الدكتورة ايرين ان أسلوب أوليا في الكتابة، وتشير إلى فراغات كثيرة في رحلة أوليا جلبي، التي يفترض ان المؤلف كان ينوي توسيع عمله أكثر وإعطائه التنقيح النهائي الذي لم يكمله؛ وتثبت أيضا ان أوليا قد قام باستخدام غزير للمصادر الأدبية لموصفاتها، بل وحتى للتواريخ الجُملية التي يقتبسها. وتصنف الدكتورة ايرين تلك المصادر الأدبية (الإشارة هنا إلى المجلد الأول حصرا) بأنها: (1) تلك المسماة والمستخدمة من جانب أولي
(2) تلك التي استخدمها أوليا لكنه لم يثبتها.

## مخطوطات رحلة أوليا جلبي
هناك عدد محدود جدا من مخطوطات كتاب رحلة أوليا جلبي أهمها في: إسطنبول، مجموعة برتو باشا، الأرقام 458-462؛ طوب قابي سراي، قسم بغداد، الأرقام 300-304؛ بشير آغا، الأرقام 448-452 (نسخة من مخطوطة سنة 1158/1745م). وهذه المخطوطات تتضمن العشرة مجلدات من الكتاب. وهناك أيضا مخطوطات في طوب قابي سراي، قسم بغداد، الأرقام 304 (المجلدان 1 و 2)، و 305 (المجلدان 3 و 4)، و306 (المجلد 9)، و 307، و308 (المجلدات 6، 7، 8، و 9)، وحميدية رقم 963 (المجلد 10)، وخالص أفندي رقم 2750 (المجلد 1)، وخالص أفندي أيضا (مكرر) (المجلدان 3 و 4)؛ مكتبة الجامعة رقم 2371 (نسخة من مخطوطة سنة 1170/ 1756-1757م)، ورقم 5939 (المجلدان 1و2، ونسخة من مخطوطة سنة 1155/1742-1743م)؛ وقسم تاريخ يلدز، رقم 48 (المجلد10)؛ وهناك نسخة من المجلد 1 في دار المخطوطات العربية والفارسية والتركية في فينا؛ وفي لندن: الجمعية الآسيوية الملكية، الأرقام 22-23 (المجلدات 1، 2، 3، و4)؛ ومانشستر، مكتبة الجامعة، مجموعة لندسي Lindsay، الرقم 142، (المجلدان 3 و49، وباسل، مجموعة ار. تشودي (المجلدات 1، 2، و3)؛ ومجموعة مينزل Menzel، (المجلدات 1، 2، 3، 4، و5).

## النسخ المطبوعة من رحلة أوليا جلبي
هناك نسخة مقتطفات رديئة من Bk. I، مع تقديم، تحت عنوان منتخبات أوليا جلبي، إسطنبول، 1258 (150 صفحة)، 1262 (143 صفحة)؛ مطبعة بولاق 1264 (140 صفحة)؛ إسطنبول، 1890م (104 صفحات، قطع الربع)، طبعة مدمجة، المجلدات 1-6، إسطنبول 1314-1318 (مطبعة إقدام)؛ المجلدات1-6 تحرير أحمد جودت ونجيب عاصم، والمجلد 6، بمشاركة كاراكسون أيضا. وقد تضاءلت قيمة هذه الطبعة كثيرا بسبب سوء الطبع، بسبب المحذوفات والرقابة الصحفية أيضا. أما المجلدان السابع والثامن فقد ظهرا جزءا من مجموعة التاريخ التركي، مع بعض المخطوطات، حققها كيليسلي رفعت بلكة، إسطنبول 1928م. وصدر المجلد العاشر في إسطنبول سنة 1935 من مطبعة مكتبة الدولة، وقامت وزارة الثقافة التركية بطبعه، ولكن لسوء الحظ بالكتابة الرسمية التركية الجديدة. ولا زلنا بحاجة إلى نسخة علمية من كتاب رحلة أوليا جلبي بالخط العربي.

## روابط خارجية
- أوليا جلبي على موقع الموسوعة البريطانية (الإنجليزية)